# Natrijev karbonat
Natrijev karbonat, bolj znan kot soda, pralna soda in kristalna soda, je natrijeva sol ogljikove kisline s kemijsko formulo Na2CO3. 
Kristalni natrijev karbonat lahko veže eno, sedem ali deset molekul kristalne vode. Pri temperaturah nad  107 °C je obstojen kot brezvodna spojina. Brezvodni natrijev karbonat je bel higroskopen prah brez vonja. Ima alkalen okus in tvori zelo bazične vodne raztopine. V gospodinjstvih se uporablja za pranje in mehčanje vode. Kot živilo ima oznako E 500.  
Naravni vir natrijevega karbonata so depoziti v natronskih jezerih v vzhodni Afriki, Turčiji in Severni Ameriki in pepel z natrijem bogatih rastlin. Industrijsko se proizvaja iz kuhinjske soli (NaCl) in apnenca (CaCO3) po Solvayevem postopku.

## Minerali
Natrijev karbonat je polimorfen, se pravi da pri različnih tlakih in temperaturah kristalizira v različnih kristalnih sistemih. 
Brezvodni natrijev karbonat, Na2CO3
je znan kot mineral natrit ali pod imenom kalcinirana soda. Je bel prah s tališčem 853 °C in gostoto 2,51 g/cm3. Obstojen je pri temperaturah nad 107 °C.
Monohidrat, Na2CO3•H2O
je znan kot mineral termonatrit, ki nastaja iz heptahidrata pri temperaturah nad 35,4 °C.
Heptahidrat, Na2CO3•7H2O
nastaja iz dekahidrata, ko temperatura preseže 32,5 °C.
Dekahidrat, Na2CO3•10H2O
je znan kot mineral soda ali pod imenom kristalna soda. Kristalizira iz vodnih raztopin natrijevega karbonata pri temperaturah pod 32,5 °C. Njegova gostota je 1,45 g/cm3.
Natrijev karbonat se skupaj z natrijevim bikarbonatom (NaHCO3) in kalcijevim karbonatom (CaCO3) v naravi pojavlja v naslednjih mineralih:
Dihidrat, Na2Ca(CO3)2•2H2O,
ki je znan kot mineral pirsonit.
Pentahidrat, Na2Ca(CO3)2•5H2O
ki je znan kot mineral gejlusit ali pod imenom natrokalcit.
Hidrogenkarbonat, Na(HCO3)•Na2CO3•2H2O,
ki je znan kot mineral trona.

## Lastnosti
Natrijev karbonat je sol močne baze (NaOH) in šibke ogljikove kisline (H2CO3), zato reagira z močnejšimi kislinami, pri čemer nastaja ogljikov dioksid (CO2). Pri raztapljanju v vodi se sprošča hidratacijska energija in raztopina se segreje. Raztopina je zaradi naslednje reakcije močno alkalna:
2Na2CO3 + H2O → NaHCO3 + NaOH
Raztopina 20 g Na2CO3v 1 L vode ima pH = 11,5.
Standardna tvorbena entalpija  natrijevega karbonata je ΔfH0298 = −1131,7 kJ•mol−1. Prosta entalpija  ΔG0298 = −1048,4 kJ•mol−1. Standardna molarna entropija  S0298 = 136,1 J•K−1•mol−1.

## Nahajališča
Natrijev karbonat je topen v vodi, zato se v naravi pojavlja samo v zelo suhih regijah, predvsem v evaporitih, ko se sezonska jezera izsušijo. Depoziti natrona so v natronskih jezerih v Egiptu, Turčiji (jezero Van), vzhodni Afriki (jezero Natron in druga jezera ob Vzhodnoafriškem jarku), Kaliforniji in Mehiki. Natron so rudarili  že v Starem Egiptu. Uporabljali so ga za  mumifikacijo  trupel in proizvodnjo stekla. 
Brezvodni natrijev karbonat (natrit) je zelo redek. Zanimivo je, da ga bruha vulkan Ol Doinyo Lengai v Tanzaniji. Domneva se, da so ga v preteklosti bruhali tudi drugi  vulkani, vendar ga je zaradi topnosti verjetno izprala voda. 
Kot trona (Na(HCO3)•Na2CO3•2H2O) jezera se nahaja v Wyomingu (ZDA), Mehiki, vzhodni Afriki in južni Sahari. 
Vsi minerali se nahajajo tudi v ultra alkalnih pegmatitnih kamninah, na primer na polotoku Kola v Ruski federaciji.

## Pridobivanje in proizvodnja
Naravni vir natrijevega karbonata so že omenjeni depoziti v natronskih jezerih in pepel nekaterih rastlin, ki so rasle v okoljih, bogatih z natrijem. Takšne so predvsem rastline z Bližnjega vzhoda, haloge s Škotske in morsko rastlinje iz Španije. Pepel omenjenih rastlin se bistveno razlikuje od lesnega pepela dreves, ki je bogat s kalijevim karbonatom (pepelika, K2CO3).

### Leblancov postopek
V Leblancovem postopku za industrijsko proizvodnjo sode, ki ga je leta 1791 razvil Nicolas Leblanc,  se je tehnični natrijev klorid raztapljal v žveplovi kislini, pri čemer sta nastala vodikov klorid in natrijev sulfat: 
2NaCl + H2SO4 → Na2SO4 + 2HCl
V naslednjem koraku se je natrijev sulfat obdelal z ogljem in kalcijevim karbonatom. V reakciji z ogljem je najprej nastal natrijev sulfid, ki je reagiral z apnencem v natrijev karbonat in kalcijev sulfid: 
Na2SO4 + 2C → Na2S + 2CO2
Na2S  + CaCO3 → Na2CO3 + CaS
Natrijev karbonat se je iz reakcijske zmesi izlužil z vodo. Postopek je zastarel, vendar ima velik zgodovinski pomen za razvoj  kemične industrije.

### Solvayev postopek
Solvayev postopek za proizvodnjo sode je leta 1861 razvil belgijski kemik in industrijalec Ernest Solvay. Osnovne surovine so amonijak, ogljikov dioksid in raztopina natrijevega klorida. Vsoto vseh kemijskih reakcij v procesu se lahko zapiše z naslednjo enačbo:
2NaCl + CaCO3 → Na2CO3 + CaCl2
Proces v resnici poteka v več korakih. V prvem se s praženjem apnenca pridobiva ogljikov dioksid:
CaCO3 → CaO + CO2
Z nastalim ogljikovim dioksidom se nato prepihava raztopino kuhinjske soli in amonijaka. V procesu poteka naslednja kemijska reakcija:
NaCl + CO2 + NH3 + H2O → NaHCO3 + NH4Cl
Nastali natrijev bikarbonat je slabo topen v vodi in se obori in se nato s segrevanjem pretvori v natrijev karbonat: 
2NaHCO3 → Na2CO3 + H2O + CO2
Stranski produkt reakcije je ogljikov dioksid, ki se vrača na začetek procesa. Amonijev klorid, ki je nastal v drugi reakciji, se z apnom, ki je ostalo po praženju apnenca, pretvori nazaj v amonijak in vrne v proces:
CaO + H2O → Ca(OH)2
Ca(OH)2 + 2NH4Cl → CaCl2 + 2 NH3 + 2H2O
Postopek je zaradi kroženja surovin mnogo bolj  gospodaren kot Leblancov. Edini stranski proizvod je kalcijev klorid. Do leta 1900 so po tem postopku proizvedli že 90 % sode. Leblancov postopek so dokončno opustili na začetku 1920. let.

## Uporaba
Največji porabnik natrijevega karbonata je industrija stekla. V steklu deluje kot talilo, se pravi da zniža tališče in viskoznost steklene taline. Natrijevo steklo je dokaj vodotopno, zato se mu za poboljšanje odpornosti dodaja nekaj kalcijevega karbonata. Takšno steklo se uporablja predvsem za okensko steklo in embalažo. 
Natrijev karbonat se uporablja tudi kot relativno močna baza, na primer kot regulator pH v večini fotografskih razvijalcev.
V javnih kopališčih se uporablja za nevtralizacijo korozivnih učinkov klora in dvig pH.
Pri pripravi hrane se je včasih, predvsem v severni Evropi, uporabljal namesto natrijevega hidroksida za luženje, predvsem prest in drobnega peciva (nemško laugengebäck). Površina peciva, premazanega z alkalijami, je spremenila pH in se zato lepo rjavo zapekla.
Preparatorji živali natrijev karbonat dodajajo v vrelo vodo, da mehko tkivo laže odstopi od lobanje in kosti.
Natrijev karbonat je zelo dober električni prevodnik, zato se v kemiji pogosto uporablja kot elektrolit pri elektrolizh. Ker ne vsebuje kloridnih ionov, ne korodira anod. Uporablja se tudi kot primarni standard v kislo-bazičnih titracijah, ker je trden, na zraku  stabilen in ga je zato lahko natančno stehtati. 
Natrijev karbonat obarja nekatere kovinske ione v njihove netopne, značilno obarvane karbonate, in se zato uporablja v kvalitativni analizni kemiji. CuCO3 je moder, FeCO3 umazano zelen in Fe2(CO3)3 rumeno rjav. Kalcijev, cinkov in svinčev karbonat so beli in se jih ne more razlikovati, zato ima karbonatni test dokaj omejeno uporabnost.